# Olga Iwanowna Dwirna
Olga Iwanowna Dwirna (russisch Ольга Ивановна Двирна, engl. Transkription Olga Dvirna; * 11. Februar 1953 in Wasjutynzi, Oblast Tscherkassy, Ukrainische SSR) ist eine ehemalige russische Mittelstreckenläuferin, die für die Sowjetunion startete.
Mit 17 Jahren wurde Olga Dwirna in 4:28,4 min Dritte über 1500 m bei den Leichtathletik-Junioreneuropameisterschaften 1970. Angesichts der starken Konkurrenz in der UdSSR dauerte es dann mehrere Jahre, bis sie erneut international bei Meisterschaften antreten konnte. Nachdem sie 1978 in 4:02,8 Minuten erstmals Sowjetische Meisterin über 1500 m geworden war, trat sie bei der Sommer-Universiade 1979 in Mexiko-Stadt an und gewann zwei Silbermedaillen. In 2:00,77 min unterlag sie über 800 m nur ihrer Landsfrau Nadeshda Muschta und in 4:14,5 min im 1500-Meter-Lauf wurde sie nur von der Rumänin Natalia Mărășescu geschlagen. Bei der Sommer-Universiade 1981 in Bukarest wurde sie über 1500 Meter Dritte in 4:06,39 min.
1982 folgte ihr bestes Jahr. Bei der Sowjetischen Meisterschaft in Kiew stellte sie ihre persönliche Bestleistung mit 3:54,23 min auf und gewann ihren zweiten nationalen Meistertitel. Bei den Leichtathletik-Europameisterschaften in Athen siegte sie über 1500 m in 3:57,80 min mit über einer Sekunde Vorsprung auf ihre Mannschaftskollegin Samira Saizewa, auch die späteren Olympiasiegerinnen Gabriella Dorio auf Platz 3 und Maricica Puică auf Platz 4 blieben noch unter der Vier-Minuten-Grenze.
1983 wurde Olga Dwirna noch einmal Fünfte der Sowjetischen Meisterschaft in 4:05,73 min. Bei einer Körpergröße von 1,65 m betrug ihr Wettkampfgewicht 52 kg.

## Persönliche Bestleistungen
- 800 m: 1:56,9 min, 21. August 1982, Podolsk
  - Halle: 2:02,0 min, 15. Februar 1980, Moskau
- 1000 m: 2:31,65 min, 1. September 1982, Athen
  - Halle: 2:39,76 min, 11. Februar 1983, Moskau
- 1500 m: 3:54,23 min, 27. Juli 1982, Kiew
  - Halle: 4:08,3 min, 16. Februar 1980, Moskau
- 3000 m: 8:36,40 min, 30. Mai 1982, Sotschi
  - Halle: 9:00,03 min, 18. Februar 1983, Moskau